# Samson en Gert (televisieserie)
Samson en Gert is een populaire Vlaamse kindertelevisieserie rond de gelijknamige personages die sinds 2 september 1990 werd uitgezonden door de VRT. In Nederland maakte het programma zijn debuut op 29 september 1992 bij Veronica. Samson en Gert was vooral in de jaren negentig een immens succes geworden in Vlaanderen en leidde tot de oprichting van Studio 100. In 2006 werd na zestien seizoenen de productie van nieuwe reguliere afleveringen stopgezet, maar de serie werd tot 2019 bijna dagelijks heruitgezonden op Ketnet.
Na 2006 werden twee nieuwe seizoenen afleveringen opgenomen. In december 2014 kwam Samson & Gert Winterpret uit. Het was een reeks nieuwe afleveringen waarin de vertrouwde personages tijdens de kerstperiode in de Ardennen vertoeven. In april 2017 verscheen onder de titel Samson & Gert Zomerpret een gelijkaardige reeks die zich afspeelt op een zomerse camping.
Naast de serie bestaat er ook een film over Samson & Gert: Hotel op stelten (2008).
In 2019 kondigde Gert aan dat hij wilde stoppen met zijn rol als Gert. Hij wilde naar eigen zeggen 'het zielige moment' voorblijven en voor zijn zestigste stoppen. Uiteindelijk stonden Samson en Gert met een reeks afscheidsshows in het Studio 100 Pop-Up Theater in Puurs, maar door de coronapandemie werden de shows tijdelijk onderbroken. Uiteindelijk vond de laatste show op 16 april 2022 plaats en nam Gert Verhulst na ruim 32 jaar afscheid.

## Concept
Samson is een pratende bearded collie, die een hart van goud heeft en geen vlieg kwaad doet, maar voortdurend moeilijke woorden verkeerd uitspreekt. Zijn baasje en tevens beste vriend Gert corrigeert hem dan elke keer. Gert blijkt vaak het meest wijze en verstandigste personage, maar tegelijkertijd de enige die geen beroep lijkt te hebben. (Dit was overigens anders in de eerdere seizoenen toen hij duidelijk nog omroeper was en er interactie met de kijker was, na een gewijzigde opzet verviel dit onderdeel.) Hij is verliefd op Marlène, een vrouw die vaak uitgaat met de rijke snob Jean-Louis Michel. Marlèneke en Jean-Louis Michel zijn onzichtbare personages; zij komen nooit in beeld.
Samson en Gert wonen samen in huis nummer 101 in de Dorpsstraat. Al sinds de eerste dag dat ze er wonen is hun deurbel stuk, door de onhandigheid van buurman Joop Mengelmoes. Hierdoor moeten bezoekers hard op de deur kloppen en zich nadien verontschuldigen met de catchphrase "Ja, ik moest kloppen, want de bel doet het niet". Personages die in iedere jaargang aanwezig zijn, zijn de zwaarlijvige kapper Albert Vermeersch en de ietwat klunzige burgemeester Modest. Albert is lid van een operagezelschap en staat erop om aangesproken te worden met de Italiaanse verbastering Alberto Vermicelli. De burgemeester maakt er geen uitzondering van om zijn verantwoordelijkheden opzij te schuiven voor het in elkaar plakken van modelvliegtuigjes, hetgeen hij steevast zijn 'belangrijke dossiers' noemt. Lange tijd kwam ook de familie De Bolle prominent in beeld, met Octaaf De Bolle als zelfverklaarde specialist in allerlei disciplines en met diens ijdele en dominante moeder Jeannine, die voorzitster van de plaatselijke hobbyclub is en ook de kruidenierszaak uitbaat. Een ander opmerkelijk personage is Eugène Van Leemhuyzen, de gemeentesecretaris, die vaak door een dosis kinderlijke hyperactiviteit zijn vrienden grijze haren bezorgt.
In de aflevering is er geregeld een probleem, dat aan het einde altijd weer opgelost wordt. Ook komt het vaak voor dat er personages een geschil met elkaar krijgen, of dat een van de personages een ander beet wil nemen. Op het eind maken de personages het dan altijd weer goed.

## Geschiedenis
De serie startte oorspronkelijk als vervolg op het eerdere omroepwerk van Samson en Gert op de VRT. Samson en Gert zetten hun taak verder vanuit hun eigen woonkamer en richtten zich voortdurend rechtstreeks tot de kijkers om tekenfilms aan te kondigen, lezersbrieven voor te lezen, wedstrijden uit te schrijven, enzovoort. Tussendoor was er telkens ook een bindende verhaallijn, veelal dankzij het bezoek van het personage Joop Mengelmoes en/of een gastacteur, waardoor iedere uitzending op zichzelf stond. Tegen het einde van de aflevering kwam deze fictieve plot telkens tot een ontknoping, waarna de aanwezige gezichten daar nog een samenvattend lied over zongen. Joop Mengelmoes-vertolker Stef Bos stond achter de schermen in voor de realisatie van dit muzikale luik.
Na enkele maanden gaf Stef Bos aan de productie te kennen dat hij zijn medewerking wilde afbouwen, zodat hij zich weer meer op zijn persoonlijke muzikale carrière kon gaan richten. Deze beslissing was het startpunt van de evolutie die de serie bracht tot de vorm waarin ze het meest bekend is geworden. Zo werd Walter De Donder na een geslaagd gastoptreden als burgemeester Modest gevraagd om een terugkerende rol op te nemen en kwam Koen Crucke erbij in de rol van zingende kapper Alberto Vermicelli. Zij groeiden uit tot vaste personages, die vanaf het derde seizoen verder versterking kregen van Octaaf De Bolle en zijn dochter Miranda, rollen van Walter Van de Velde en Liesbet Verstraeten. Tegen die tijd waren Joop Mengelmoes en het muzikale luik verdwenen en was de interactie met de kijkers ook al fel afgebouwd.
Vanaf de vierde jaargang bestonden de afleveringen louter uit een fictieve plot en was er geen interactie meer met de kijkers. Doordat men zich voortaan ten volle op het verhaal focuste, won de reeks bij kijkers aan populariteit. De tekenfilms die de eerstkomende jaren nog tussendoor werden uitgezonden, vloeiden sporadisch tussen de scènes door en werden dus niet langer aangekondigd door de aanwezige personages. Uiteindelijk kwamen de tekenfilms volledig te vervallen en bestond de uitzending enkel nog uit een klein half uurtje aaneengesloten fictie. Sindsdien zijn de afleveringen - op enkele uitzonderingen na - enkel nog in die opzet heruitgezonden, en werden de tekenfilms waar nodig weggeknipt. Afleveringen uit de eerste drie jaargangen waren moeilijk tot het nieuwe format te bewerken en zijn dan ook nog nauwelijks vertoond.
Men ging in het vierde seizoen verder zonder het personage Miranda. Doordat even later Walter Van de Velde onverwachts aankondigde met de rol van Octaaf te willen stoppen om zich op zijn andere werkzaamheden te kunnen concentreren, drong de introductie van een nieuw gezicht zich op. Halverwege het seizoen kwam daarom Ann Petersen als Mevrouw Jeannine haar fictieve zoon Octaaf aflossen. In diezelfde periode kwam met de kruidenierszaak De Bolle voor het eerst een ander decor dan het huis van Samson en Gert in beeld. In de afleveringen daarna werden achtereenvolgens het gemeentehuis en het kapsalon van Alberto geïntroduceerd. Vanaf seizoen 6 was Walter Van de Velde alweer op vaste basis van de partij als Octaaf.
Op de jaarlijks merkbare vermindering van het aantal afleveringen na, waren er de eerstvolgende jaren maar weinig merkbare wijzigingen aan het concept. Aan het einde van het achtste seizoen werd voor nieuwe energie gezorgd met de komst van de populaire komiek Walter Baele, die de voordien onzichtbare gemeentesecretaris Eugène Van Leemhuyzen een gezicht mocht geven. Dankzij zijn komst kon het aantal afleveringen met Mevrouw Jeannine worden verlaagd, wat noodzakelijk was door de opstekende gezondheidsproblemen van Ann Petersen. Omdat zij het na verloop van tijd echt niet meer kon opbrengen om een actieve rol te spelen, werd Mevrouw Jeannine vanaf het einde van het negende seizoen een onzichtbaar personage. Haar wegvallen werd niet meteen opgevangen met een nieuw volwaardig personage, al kreeg Hans Royaards vanaf die periode wel een terugkerende gastrol als afgevaardigde van de Minister.

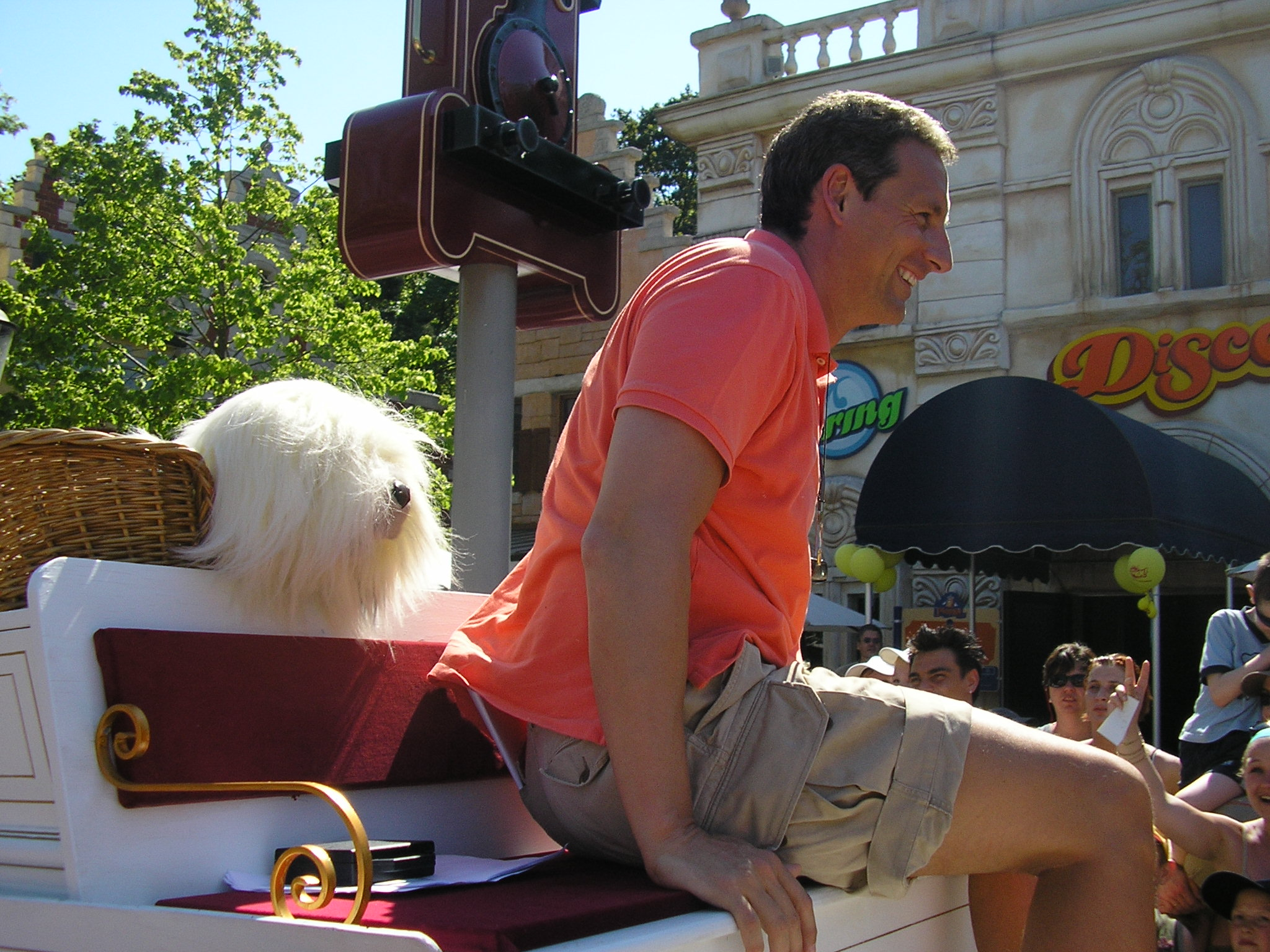
Samson en Gert bij de tiende verjaardag van Studio 100, 2006

In seizoen elf werd met het dorpsplein een laatste nieuw decor geïntroduceerd. De daarop aanwezige frietkraam kreeg niet het onzichtbare personage Fred Kroket als uitbater, maar werd overgenomen door zijn nicht Frieda Kroket, een terugkerende gastrol van Barbara De Jonge. Na seizoen twaalf stopte Walter Van de Velde opnieuw met de rol van Octaaf, en na seizoen dertien werd Frieda Kroket op verzoek van Ketnet uit de reeks geschreven, omdat de zender twijfelde aan de educatieve waarde van het personage. Om deze leegloop op te vangen, werd het aantal afleveringen met de afgevaardigde van de minister vergroot. Dat leidde ertoe dat veel afleveringen gingen draaien rond het trio burgemeester-Van Leemhuyzen-afgevaardigde, waardoor Alberto steeds minder frequent opdook. Het is echter niet ondenkbaar dat daarnaast ook het feit dat Koen Crucke intussen flink vermagerd was, zorgde voor een beperking van de mogelijke verhalen met Alberto, daar zijn vraatzucht hierdoor minder geloofwaardig werd.
Na het zestiende seizoen stopte Danny Verbiest om gezondheidsredenen met de rol van Samson. De komst van nieuwe afleveringen werd uitgesteld zodat de nieuwe poppenspeler Peter Thyssen zich beter zou kunnen inwerken, maar uiteindelijk werd in samenspraak met de zender besloten om na de laatste aflevering in 2006 geen nieuwe jaargang meer op te nemen.
In het najaar 2010 werden tal van activiteiten voorzien voor de viering van 20 jaar Samson & Gert. Zo werd de speciale aflevering Het verrassingsfeest opgenomen en werden een aantal afleveringen uit de allereerste jaargangen uit het stof gehaald en toegevoegd aan de groep afleveringen die nog door Ketnet werd heruitgezonden.
In het najaar van 2014 en in het voorjaar van 2017 verschenen onder de respectievelijke subtitels Winterpret en Zomerpret twee nieuwe jaargangen van telkens vijftien afleveringen. Hierin beleven Samson en Gert met hun vrienden Alberto, Van Leemhuyzen en de burgemeester avonturen in een vakantieverblijf. In deze afleveringen wordt het poppenspel van Samson verzorgd door Dirk Bosschaert. Voorts werd Zomerpret gekenmerkt door de aanwezigheid van het nieuwe personage Jaap Mengelmoes, gespeeld door Marc-Marie Huijbregts, de broer van de vroegere buurman Joop.
Op 2 april 2019 kondigde Gert Verhulst aan dat hij na 30 jaar zou stoppen met het spelen van zijn rol als Gert. Tijdens de première van de Samson & Gert Afscheidsshow op 21 december 2019 werd bekendgemaakt dat Marie Verhulst het nieuwe baasje van Samson werd. Op 2 januari 2021 zond Eén een special uit om Gert Verhulst te bedanken voor zijn 30 jaar als Gert. Deze special stond aanvankelijk gepland voor eind april 2020, maar werd vanwege de coronapandemie uitgesteld. Ook de opzet werd gewijzigd: in plaats van een special vanuit het Pop-Up Theater in Puurs werd in de VRT-studio's het decor van de woonkamer van Samson en Gert (uit de jaren '92-'06) nagebouwd.

## Personages
Samson en Gert kent veel verschillende personages. Samson en Gert zijn de enigen die in elke aflevering aanwezig waren. Alberto en de burgemeester waren wel in elk seizoen te zien, maar zijn niet elke aflevering aanwezig.

### Overzicht
| Samson door Danny Verbiest (1) Dirk Bosschaert (2)  | (1) | (1) | (1) | (1) | (1) | (1) | (1) | (1) | (1) | (1) | (1) | (1) | (1) | (1) | (1) | (1) | (2) | (2) |
| Gert door Gert Verhulst                             |     |     |     |     |     |     |     |     |     |     |     |     |     |     |     |     |     |     |
| Joop Mengelmoes door Stef Bos                       |     |     |     |     |     |     |     |     |     |     |     |     |     |     |     |     |     |     |
| Meneer de burgemeester door Walter De Donder        |     |     |     |     |     |     |     |     |     |     |     |     |     |     |     |     |     |     |
| Albert Vermeersch door Koen Crucke                  |     |     |     |     |     |     |     |     |     |     |     |     |     |     |     |     |     |     |
| Octaaf De Bolle door Walter Van de Velde            |     |     |     |     |     |     |     |     |     |     |     |     |     |     |     |     |     |     |
| Miranda De Bolle door Liesbet Verstraeten           |     |     |     |     |     |     |     |     |     |     |     |     |     |     |     |     |     |     |
| Jeannine De Bolle door Ann Petersen                 |     |     |     |     |     |     |     |     |     |     |     |     |     |     |     |     |     |     |
| Sofie door Evi Hanssen                              |     |     |     |     |     |     |     |     |     |     |     |     |     |     |     |     |     |     |
| Eugène Van Leemhuyzen door Walter Baele             |     |     |     |     |     |     |     |     |     |     |     |     |     |     |     |     |     |     |
| De afgevaardigde van de minister door Hans Royaards |     |     |     |     |     |     |     |     |     |     |     |     |     |     |     |     |     |     |
| Frieda Kroket door Barbara De Jonge                 |     |     |     |     |     |     |     |     |     |     |     |     |     |     |     |     |     |     |
| Jaap Mengelmoes door Marc-Marie Huijbregts          |     |     |     |     |     |     |     |     |     |     |     |     |     |     |     |     |     |     |

### Beschrijving
Samson
Samson is een pratende hond die voortdurend moeilijke woorden verkeerd uitspreekt. Samson is een handpop, meer bepaald een klapbekpop, die oorspronkelijk bediend werd door Danny Verbiest. Vanaf 2005 tot 2013 werd hij bediend door Peter Thyssen en vanaf 2013 door Dirk Bosschaert.
Gert
Gert, gespeeld door Gert Verhulst, is het baasje en tevens de beste vriend van Samson. Telkens wanneer Samson zich verspreekt, corrigeert Gert hem.
Meneer de burgemeester
Meneer de burgemeester draagt de voornaam Modest en is de burgemeester van het dorp waar Samson en Gert wonen. Meneer de burgemeester wordt gespeeld door Walter De Donder.
Eugène Van Leemhuyzen
Eugène Van Leemhuyzen, door Samson Meneer van veel luizen genoemd, is de gemeentesecretaris van het dorp. Hij werkt op het gemeentehuis bij meneer de burgemeester. Van Leemhuyzen is tevens lid van een postzegelclub, en heeft een vrouw die Célestine heet. Deze komt echter nooit in beeld. Van Leemhuyzen wordt gespeeld door Walter Baele.
Albert Vermeersch
Albert Vermeersch, door zichzelf graag Alberto Vermicelli en door Samson stelselmatig meneer Spaghetti genoemd, is de kapper van het dorp. Daarnaast is hij ook operazanger, vandaar zijn "artiestennaam". Albert wordt gespeeld door Koen Crucke.
Jeannine De Bolle
Jeannine De Bolle, volgens Samson mevrouw Praline, is een mevrouw die een kruidenierszaak uitbaat in het dorp waar Samson en Gert wonen. Jeannine De Bolle werd gespeeld door Ann Petersen. Jeannine heeft een zoon, Octaaf De Bolle, die ze vaak ook inschakelt in de zaak. Jeannine zegt vaak dat iets wat Octaaf doet typisch zijn vader is.
Octaaf De Bolle
Octaaf, door Samson "meneer De Raaf" genoemd, is de zoon van Jeanine. Octaaf baat samen met zijn moeder de kruidenierszaak uit. Octaaf heeft een dochter, Miranda, waar hij vaak over spreekt: Dat is toevallig een van mijn specialiteiten. Mijn Miranda zegt dat ook altijd: "Pa, zegt ze, ...". Octaaf is ook ere-vicevoorzitter van de turnclub De Spieren los. Octaaf De Bolle wordt gespeeld door Walter Van de Velde.
Overige onzichtbare personages
Gert is verliefd op Marlène, een vrouw die echter vaak uitgaat met de rijke snob (en zanger) Jean-Louis Michel. Marlène en Jean-Louis Michel zijn net als Samsons vriendinnetje Bobientje onzichtbare personages en komen dus nooit in beeld, ook al verwijzen Samson en Gert in hun gesprekken geregeld naar hen. Marlène werd in de loop der jaren wel door vier verschillende actrices vertolkt, maar haar gezicht werd nooit getoond. In 2003 speelde Marieke Van Hooff haar, in 2008 Els Duponchelle en in 2010 Jana Geurts. Haar kinderversie daarentegen kwam wel ooit volledig in beeld, deze werd gespeeld door Ellen Van Gelder.

## Afleveringen
Tussen 1990 tot 2006 zijn er 767 afleveringen gemaakt. Samson en Gert hebben naast de vele normale afleveringen ook alternatieve uitzendingen op hun naam staan. Zo waren er Zomerherhalingen (1990-1997), de Studioshow (1995-1996) en de Caravanshow (1996-1998). Na het einde van de reguliere serie begin 2006 verschenen nog twee speciale afleveringen: De Kerstwens (2008) en Het verrassingsfeest (2010). Deze afleveringen werden echter volledig buiten de vertrouwde decors opgenomen.
In de winter van 2014 werden vijftien nieuwe afleveringen toegevoegd. Ook deze afleveringen zijn niet in de vertrouwde decors opgenomen, maar in nieuwe bungalowdecors, gezien het verhaal wil dat de personages tijdens dit seizoen, dat de alternatieve titel Samson en Gert Winterpret draagt, op reis zijn in de Ardennen. In het voorjaar van 2017 kwam een gelijkaardige reeks met de titel Samson en Gert Zomerpret, waarbij het gezelschap op een camping verblijft.

### Afleveringen 2 en 32
Het eerste seizoen kent twee afleveringen die nooit een officiële productietitel gekregen hebben:
- Aflevering 2 bevat de introductie van Marlène, de schildpad van Joop, en een verwarring wanneer Joop vertelt dat hij gaat picknicken met Marlène (zijn schildpad).
- Aflevering 32 gaat over Samson die, net als Gert, Marlène en Joop, een baan wil hebben. Zo nodigt hij bijvoorbeeld Dommel uit om te weten hoe je een tekenfilmhond kan worden.

## Uitzendingen buiten Vlaanderen

### Nederland
In Nederland werd Samson en Gert vanaf 1992 elke avond uitgezonden door Veronica, totdat deze omroep in 1995 de Nederlandse Publieke Omroep verliet. Daarna werd de serie elke namiddag uitgezonden door de TROS op Nederland 2. Tot 2008 kwam de serie elke zondag op Z@ppelin. Van 2008 tot 2014 waren de clips nog te zien in het programma De Wereld is Mooi.
Vanaf 4 april 2011 tot en met 31 oktober 2013 was het programma te zien op Kindernet.
Sinds 27 december 2017 zijn de afleveringen van Samson & Gert Winterpret te zien op RTL Telekids en wordt er jaarlijks een Kerstshow uitgezonden op de zender op 1ste kerstdag.

### Wallonië
De Waalse herwerking van Samson en Gert heet Fred et Samson en is te zien sinds 17 februari 2007.

## Achtergrondmuziek
- Johan Vanden Eede heeft niet alle achtergrondnummers geschreven, alleen de muziek voor de titelkaart, de overgangen (bumpers) naar een andere locatie en de liedjes. De overige achtergrondnummers zijn van andere artiesten.
- Tijdens de afleveringen wordt het beeld vaak ondersteund door andere (bekende) muziek:

| Uitvoerder (muziekschrijver)                      | Titel                                      | Gebruikt in/bij                | Album                                                                                  | Music Library                                      |
| ------------------------------------------------- | ------------------------------------------ | ------------------------------ | -------------------------------------------------------------------------------------- | -------------------------------------------------- |
| Paul Greedus                                      | Ticker Taboo                               | Diverse scènes                 | Comedy & Kids Stuff                                                                    | Focus Music Library, Universal Production Music    |
| Scott James                                       | Monkey Tricks                              | Diverse scènes                 | Comedy & Kids Stuff                                                                    | Focus Music Library, Universal Production Music    |
| Scott James                                       | Jumbo Jokes                                | Diverse scènes                 | Comedy & Kids Stuff                                                                    | Focus Music Library, Universal Production Music    |
| Paul Greedus                                      | Greased Lightning                          | De bodybuilders                | Comedy & Kids Stuff                                                                    | Focus Music Library, Universal Production Music    |
| Simon Holland                                     | Sharks                                     | Diverse scènes                 | Horror Scope                                                                           | Focus Music Library, Universal Production Music    |
| David Michael Grimes                              | Just Left Of Center                        | Spionagescènes                 | Comedy Craft                                                                           | Aircraft Music Library, UBM Records                |
| Greg Wardson                                      | A Better Mousetrap                         | Diverse scènes                 | Funny Business                                                                         | Aircraft Music Library, UBM Records                |
| Sky                                               | Carillon                                   | Verdrietige scènes             | Sky 1                                                                                  | The Orchard Music                                  |
| François Rauber & Nino Rota (Aram Chatsjatoerjan) | La danse du sabre (De sabeldans)           | De acrobaten                   | Musiques de cirque pour petites oreilles                                               | Onbekend                                           |
| François Rauber & Nino Rota (Aram Chatsjatoerjan) | La danse du sabre (De sabeldans)           | De zeeleeuwenshow              | Musiques de cirque pour petites oreilles                                               | Onbekend                                           |
| François Rauber & Nino Rota (Aram Chatsjatoerjan) | La danse du sabre (De sabeldans)           | Gert kapper                    | Musiques de cirque pour petites oreilles                                               | Onbekend                                           |
| François Rauber & Nino Rota (Aram Chatsjatoerjan) | La danse du sabre (De sabeldans)           | De trapezewerkers              | Musiques de cirque pour petites oreilles                                               | Onbekend                                           |
| François Rauber & Nino Rota (Aram Chatsjatoerjan) | La danse du sabre (De sabeldans)           | Mister Friet                   | Musiques de cirque pour petites oreilles                                               | Onbekend                                           |
| Vangelis                                          | Opening Titles From "Mutiny On The Bounty" | De krokodil                    | The Bounty - Original Motion Picture Soundtrack                                        | EMI Music Publishing, Broadcast Music Incorporated |
| Network Music Ensemble                            | Forever                                    | De Weesaap                     | Reflections                                                                            | Onbekend                                           |
| Network Music Ensemble                            | Forever                                    | Burgemeester zwerver           | Reflections                                                                            | Onbekend                                           |
| Godley & Creme                                    | Don't Set Fire (To The One I Love)         | Een trein door het dorp        | Goodbye Blue Sky                                                                       | Warner Bros Music                                  |
| Frank Shelley                                     | Road to Kashmir                            | De woestijn                    | Faraway Places (FCD111)                                                                | Focus Music, 5 Alarm Music, Kapagama               |
| Doug Wood                                         | Climax                                     | De gemaskerde                  | OMN024 Tension                                                                         | OmniMusic, APM Music                               |
| Damian Turnbull                                   | Ignition                                   | Stuntman Gert                  | Youth Energy Dance Vol.1                                                               | SONOfind                                           |
| Shakherezada                                      | Wedding in Malinovka                       | De lamp van Aladdin            | Samurai                                                                                | Danmark Music Group                                |
| Johnny Pearson                                    | Flying Dustman                             | Langlaufen                     | Candid Camera                                                                          | The Orchard Enterprises                            |
| Johnny Pearson                                    | Flying Dustman                             | De brandverklikkers van Octaaf | Candid Camera                                                                          | The Orchard Enterprises                            |
| Johnny Pearson                                    | Flying Dustman                             | De racewagens                  | Candid Camera                                                                          | The Orchard Enterprises                            |
| Johnny Pearson                                    | Bassoonery                                 | Langlaufen                     | Candid Camera                                                                          | The Orchard Enterprises                            |
| M People                                          | Moving on Up                               | Aerobic                        | Elegant Slumming                                                                       | Sony BMG Music UK                                  |
| Charles Gounod                                    | Faust: Dance of the Nubian Slaves          | Mevrouw Hagelslag              | Delibes, L.: Sylvia (Excerpts) / Coppelia (Excerpts) / Gounod, C.: Faust: Ballet Music | Capriole, Naxos Records                            |
| Charles Gounod                                    | Faust: Dance of the Nubian Slaves          | Mevrouw Hagelslag              | Gounod: Faust (Sung in English) / Faust: Ballet Music                                  | Capriole, Naxos Records                            |
| Carl Michael Ziehrer                              | Weana Madl'n Walzer Nr. 388                | Octaaf wil naar de dansschool  | 150 Jahre Wiener Philharmoniker - Clemens Krauss                                       | Onbekend                                           |
| Bill Haley                                        | Rock-A-Beatin' Boogie                      | Octaaf wil naar de dansschool  | Burn That Candle                                                                       | Onbekend                                           |
| Malando And His Tango Orchestra                   | Hernando's Hideaway                        | Octaaf wil naar de dansschool  | La Cumparsita, Malando And His Orchestra                                               | Onbekend                                           |
| Village People                                    | Y.M.C.A.                                   | Octaaf wil naar de dansschool  | The Women, Cruisin'                                                                    | Onbekend                                           |
| Champaign                                         | How 'Bout Us                               | Octaaf wil naar de dansschool  | How 'Bout Us                                                                           | Onbekend                                           |

## Locaties

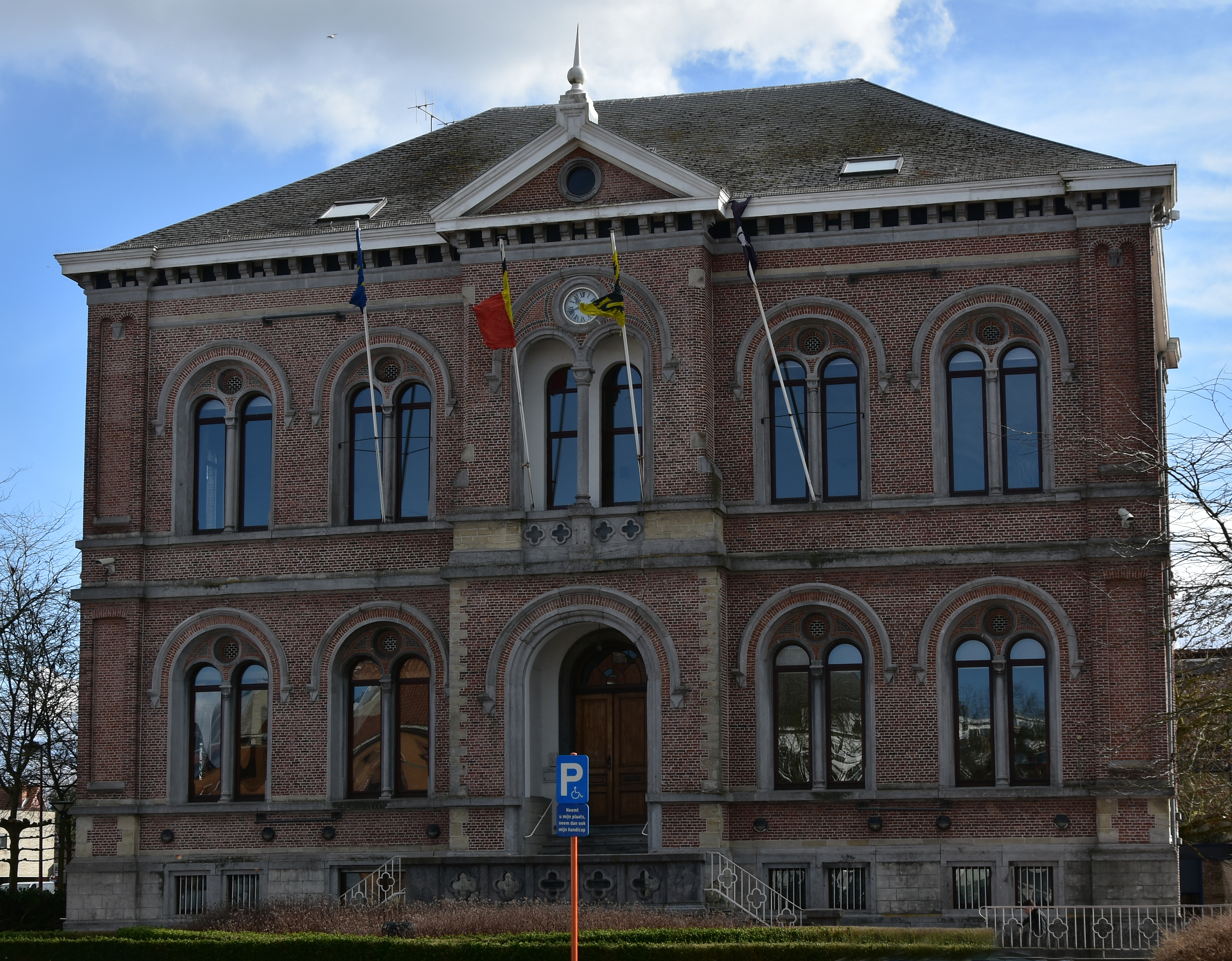
Het gemeentehuis uit de serie, Gemeenteplein 1 in Asse.

- De voorgevels uit de reeks werden in de jaren 90 opgenomen op deze plaatsen[19]:
  - Het huis van Samson en Gert: Leon Dumortierstraat 67 in Hove
  - Het gemeentehuis: Gemeenteplein 1 in Asse
  - Het kapsalon van Alberto: Stationsstraat 314 in Dilbeek
  - Kruidenierszaak De Bolle: inmiddels is het gebouw gesloopt. Het gebouw stond op de Daalstraat 155 in Teralfene (Affligem).

## Trivia
- In de allereerste afleveringen van Samson en Gert konden kijkers bellen naar het programma. Dat leverde zoveel telefoontjes op dat de telefooncentrale bij de toenmalige BRT het begaf, waarop werd overgeschakeld op gele briefkaarten.[20]
- In de allereerste aflevering maken de pas verhuisde Samson en Gert kennis met hun buurman. De buurman biedt aan om de bel - die het niet goed doet - te repareren, maar maakt hem helemaal stuk. In de aflevering De rust (1992) doet Gert een zeldzame poging om de bel te repareren.
- De olifant (1992) is de laatste aflevering waarin Samson en Gert aan het begin van het programma de kijkers begroeten.
- In aflevering 32 (1990) kwam de strip- en tekenfilmhond Dommel op bezoek. Dommel werd opgevoerd d.m.v. een kostuum. Zijn stem werd vertolkt door Walter De Donder.
- De aflevering Kerstverhaal (1991) werd uitzonderlijk niet afgesloten met het Samsonlied, maar wel met het lied De wijde wereld, gezongen door Samson, Gert, Alberto en de burgemeester.
- De eindjingle waarmee iedere aflevering vlak voor de aftiteling afsloot, werd oorspronkelijk ingevoerd vanaf de aflevering Wie de ring past uit 1993. Bij herhalingen werd de jingle echter ook bij vroegere afleveringen toegevoegd.
- De burgemeester had bij zijn eerste verschijningen nog geen handschoenen aan. De eerste keer dat hij handschoenen droeg was in de aflevering De poststukken (1991).
- De aflevering Een donkere plek in het bos (1998) is de laatste aflevering met de "prijs voor een gedicht". Ook de tekenfilms werden hierna niet meer aangekondigd.